# Église Saint-Martin de Broglie
L'église Saint-Martin est une église catholique située à Broglie en France.

## Localisation
L'église est située dans le département français de l'Eure dans le bourg de la commune de Broglie, place des Trois-Maréchaux.

## Historique
L'édifice est daté du XIe siècle.
Des travaux importants ont lieu aux XVe siècle et XVIe siècle
L'édifice est classé au titre des monuments historiques par la liste de 1862.
La dépouille de Victor-François de Broglie, mort à Münster en 1804, est rapatriée en France en 1976. En 2018, elle est inhumée dans le chœur de l'église.

## Architecture et mobilier
L'église possède un déambulatoire.

## Vitraux
La vie de saint Martin est une verrière due à l'atelier Duhamel-Marette.